# Майрхофер, Карл
Карл Майрхофер (1837—1882) — австрийский врач акушер-гинеколог, изучавший этиологию родильной горячки. Вошёл в историю как «второй Земмельвейс» из-за значительного сходства научных интересов, противостояния традиционным взглядам научного сообщества и трагической судьбы.

## Биография
Карл Майрхофер родился в австрийском Штайре в семье врача. Закончив гимназию в Кремсмюнстере, он поступил в Венский университет, где его отмечали как необычайно одарённого студента. Одним из наставников Майрхофера в университете стал Фердинанд фон Гебра, близкий друг учёного Игнаца Земмельвейса.
Майрхофер получил диплом в 1860 году, а в 1862-м был назначен вторым ассистентом у профессора Карла Брауна в акушерском отделении Центральной Венской больницы. По совету Брауна Майрхофер занялся изучением родильной горячки. Предполагалось, что её могут вызвать миазмы, злокачественные частицы, передающиеся по воздуху. Браун принадлежал к консервативному сообществу врачей, которые отвергли открытие Земмельвейса об инфекционной природе сепсиса и о том, что послеродовую лихорадку вызывает заражение крови, полученное из-за попадания в раны микроорганизмов с не прошедших дезинфекцию рук медперсонала.
Поначалу исследования Майрхофера не противоречили взглядам Брауна. В опубликованных в 1863-м и 1864-м годах докладах Майрхофер ссылался на работы Луи Пастера, Якоба Генле и Агостино Басси и утверждал, что заболевание вызывают злокачественные живые ферменты. Попытки их описать были тщетны, поскольку единственный микроскоп в больнице был слишком слабым. Браун помог купить новый, более мощный прибор, и тогда Майрхофер обнаружил в выделениях погибших от родильной горячки пациентов свыше ста видов разных частиц. Он назвал их вибрионами. Майрхофер выделил один вид частиц, который особенно часто встречался в крови жертв родильной горячки. Эти вибрионы были очень подвижны, имели достаточно стабильную форму и быстро погибали в кислотной среде. Проведя серию экспериментов на животных, Майрхофер подтвердил, что попадание этих вибрионов в организм вызывает заражение крови.
Серия публикаций Майрхофера вызывала значительный резонанс. Об учёном отзывались как о «блестящем исследователе, чей талант и энтузиазм не мог не привлечь внимания». Однако род этого внимания в консервативном медицинском сообществе был негативным: как и в случае с открытием Земмельвейса, у него нашлось масса противников, которые активно опровергали его теорию. В 1865 году Майрхофер опубликовал своё исследование, в котором открыто опровергал взгляды своего прямого начальника Брауна и соглашался с Земмельвейсом в том, что послеродовую лихорадку вызывают патогены, которые на своих руках переносят врачи и студенты. После этой статьи Майрхоферу не позволили больше печататься, по настоянию Брауна клиника не продлила с ним контракт.
Майрхофер открыл частную практику и в начале имел большой успех. К 1870 году он получил звание приват-доцента, а через несколько лет — профессора. За этим последовала целая череда бед: он заболел лимфангитом, один за другим умерли двое детей. Развилась зависимость от морфия, а в работе Майрхофер продолжал сталкиваться «с фрустрациями и разочарованиями».
В 1878 году Майрхофер отправился в Россию. Он открыл частную практику сначала в Тифлисе, позднее переехал в Петербург. Успешные поначалу, они вскоре обернулись новой чередой трудностей и разочарований. В 1881-м врач переехал во Франценсбад. Зимой того же года он серьёзно заболел и, не сумев оправиться, умер через день после своего 45-го дня рождения. По воспоминанию современника, к тому моменту он утратил всякий интерес к жизни и смерть воспринял как избавление.